# Стадник Ярема Йосипович

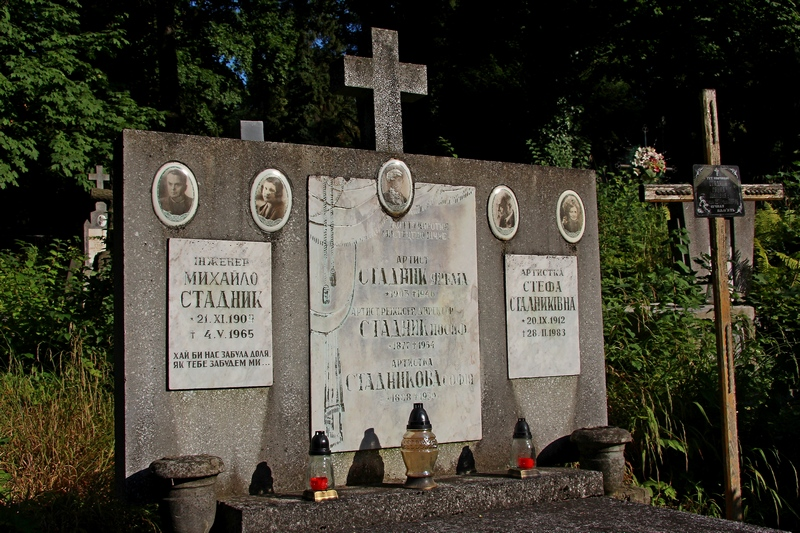

Ярема Йосипович Стадник (10 вересня 1903, Збараж, нині Тернопільської області — 19 грудня 1946, Львів) — український драматичний актор, співак (тенор) і режисер. Син Йосипа Стадника та Софії Стадникової, брат Стефанії Стадниківни. Племінник І. Коссак.

## Біографія
Народився 10 вересня 1903 року в м. Збаражі. Від 1913 року грав дитячі ролі у виставах. Закінчив театральну студію Йосипа Стадника. На професійній сцені грає з 1921 року (Український драматичний театр І. Когутяка, 1921—1922).
Працював у Львові: у Театрі товариства «Бесіда» («Руська бесіда») та в інших західноукраїнських трупах (1922—1931, 1935—1937), в театрах «Криве дзеркало» (1932—1934), оперети (1938—1939; в обох — антрепренер і режисер), мініатюр та естради (1941), Юного глядача (1945–1946);
у драматичних театрах: імені І. Франка в м. Станіслав (1939—1940, нині Івано-Франківськ) та в м. Дрогобич (1944—1945, нині Львівської області).

## Творчий доробок
Серед найвідоміших ролей:
- Левко («Ніч під Івана Купала» М. Старицького);
- Микола («Мартин Боруля» І. Карпенка-Карого);
- Хлестаков («Ревізор» М. Гоголя).

Брав участь у музичних виставах разом з Софією та Стефанією, і в оперетах Імре Кальмана, Франца Легара.
Зробив такі постановки: «Наталка Полтавка» І. Котляревського, «Пошились у дурні» М. Кропивницького.
Помер 19 грудня 1946 року у Львові. Похований на Личаківському цвинтарі (поле № 8).